# De nova stella
De nova stella (dansk: Om den nye stjerne) er Tycho Brahes personlige beskrivelse fra 1573 af hans observation i 1572 af en supernova, nu betegnet SN 1572.

## Henvisning
- Fotokopi af Tycho Brahes skitse over Cassiopeia og den nye stjerne med den latinske tekst med oversættelse til dansk: "Om den nye og aldrig siden Verdens begyndelse i nogen tidsalders erindring før observerede stjerne..." Arkiveret 11. juni 2007 hos  Wayback Machine
- Astronomer ser Tycho Brahes supernova. Videnskab.dk 2008 Arkiveret 6. januar 2012 hos  Wayback Machine

| Astronomi | Spire Denne artikel om astronomi er en spire som bør udbygges. Du er velkommen til at hjælpe Wikipedia ved at udvide den. |